# گوشت قرمز

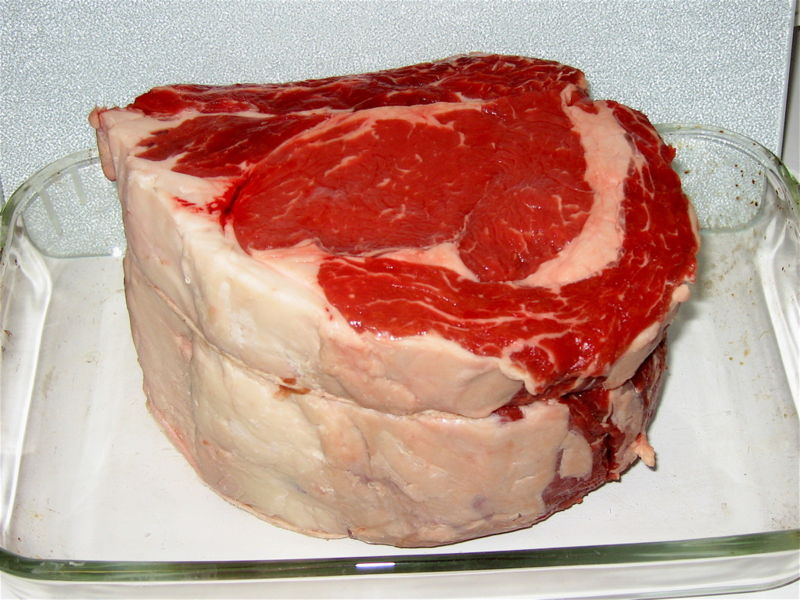
گوشت دنده کبابی

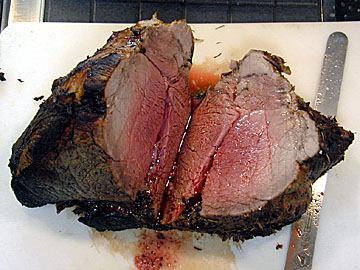
روست بیف

گوشت قرمز اصطلاحی است که به گوشت چهارپایان مانند گوشت گوسفند، گوشت گاو، گوشت شتر، گوشت خوک، گوشت فک، گوشت شیر دریایی، گوشت خوک دریایی، گوشت اسب آبی و مانند این‌ها گفته می‌شود که سرشار از پروتئین‌ها و چربی‌ها می‌باشد.

## بهداشت
برخی ویژگی‌های گوشت سالم:
- بدون بوی بد ترشیدگی و غیرطبیعی[۱]
- بدون لکه‌های غیرطبیعی و اثر ضربه یا خون‌مردگی[۱]
- بدون بوی بد در هنگام پختن یا خوردن گوشت[۱]
- دارای ظاهر و رنگ طبیعی[۱]
- حمل و نقل آن با وسایل نقلیهٔ دارای سردخانه انجام شده باشد[۱]
- عدم شل شدن بیش از اندازه و چسبندگی[۱]

### نگهداری گوشت در خانه
از آن‌جایی که گوشت به سرعت فاسد می‌شود، پس از خرید باید سریعاً در زیر دمای چهار درجه سانتی‌گراد یخچال قرار گیرد و ظرف یک تا دو روز مصرف شود. البته زمان مناسب برای نگهداری گوشت در یخچال به گونهٔ آن نیز بستگی دارد.
گوشت گوسفند به دلیل آنکه چربی بیشتری دارد، کمی زودتر از گوشت گاو فاسد می‌شود. گوشت چرخ‌کرده هم آسیب‌پذیرتر از گوشت خرد شده‌است و بیشتر از یک شبانه‌روز نمی‌تواند در یخچال نگهداری شود. در عوض گوشت‌های با قطعات بزرگتر را، مثل گوشت مخصوص استیک یا ژیگو، می‌توان حدود چهار روز هم بدون یخ زدن نگهداری کرد. برای نگهداری طولانی‌تر حتماً باید گوشت را منجمد و در فریزر نگهداری کرد. همچنین گوشت نباید در مرحلهٔ قبل از انجماد بیش از ۲ ساعت در دمای اتاق قرار گیرد.

## پخت
روش پخت گوشت در حفظ ارزش غذایی و سلامت آن اهمیت بالایی دارد. متخصص‌های علم تغذیه برای کاهش چربی‌های موجود در گوشت قرمز روش‌هایی مانند کباب کردن، بریان کردن، آبپز کردن را توصیه می‌کنند و تاکیدشان این است که به صورت سرخ‌کرده استفاده نشود.
برای استفاده از گوشت منجمد، نخستین کار خارج کردن آن از انجماد است. برای این کار بهتر است گوشت را از چند ساعت قبل (با توجه به مقدار و ضخامت آن) در طبقهٔ پایین یخچال و در یک ظرف مناسب قرار داد.
ظروفی را که گوشت خام در آن قرار دارد، باید با آب گرم و ماده شوینده شسته شود و از قرار دادن غذای پخته در ظرفی که گوشت خام در آن بوده، خودداری کرد. بهداشت محل و آشپز نیز باید رعایت شود.
فرایند پخت گوشت باید به‌صورت کامل انجام شود و دما در تمام نقاط گوشت به بالای ۷۰ درجه سانتی‌گراد برسد. نشانه پخت کامل این است که در غذاهایی مثل خورشت، سوپ و آش غذا در حال جوشیدن باشد و داخل قطعات بزرگ‌تر گوشت بعد از پخت خونابه وجود نداشته باشد.
در صورت پخت گوشت به صورت کبابی، بهتر است از گوشت ران استفاده شود. گوشت سردست و مغز ران به دلیل نوع بافت برای نرم شدن احتیاج به رطوبت دارند و با روش پخت خشک (کباب کردن) سفت می‌شوند. همچنین طولانی شدن زمان پختن تا صرف غذا احتمال آلودگی را افزایش می‌دهد.
اسیدی شدن گوشت در مراحل نخست پخت، باعث سفت شدن گوشت و طولانی شدن زمان پخت می‌شود.

### ادویه
برای طعم دادن به گوشت‌های خورشتی به‌طور خالص، از جوز هندی استفاده می‌شود؛ البته استفادهٔ بیش از ۴ گرم جوز هندی، مشکلات پزشکی را در پی دارد.

## تأثیر گوشت قرمز بر سلامتی
مصرف قسمتهای پرچرب گوشت گاو، گوشت چرخ‌کرده خصوصاً اگر بیش از ۱۵ درصد چربی داشته باشد، گوشت گوساله و گوشت خوک، سوسیس، هات داگ و بیکن می‌تواند برای سلامتی مضر باشد.
مصرف زیاد گوشت قرمز پرچرب خطر ابتلا به بیماری قلبی و میزان کلسترول بد (کلسترول لیپوپروتئین با چگالی پایین) (LDL) را در خون بیشتر می‌کند و خطر انسداد شریانهای قلب را افزایش می‌دهد همچنین موجب افزایش میزان کالری دریافتی و در نتیجه منجر به افزایش وزن شدید و چاقی مفرط می‌شود.
محققان اعتقاد دارد که ماده‌ای به نام کارنیتین که در گوشت قرمز وجود دارد، به قلب انسان آسیب می‌رساند گوشت قرمز در روده انسان توسط نوعی باکتری تجزیه شده که آغازی بر سلسله مراتبی است که به افزایش میزان کلسترول و احتمال بیشتر بیماری قلبی می‌انجامد با این وجود مصرف چند وعده غذایی گوشت قرمز در هفته، خطراتی برای قلب ندارد.

## مصرف مجاز
مصرف روزانه ۸۵ گرم گوشت گاو، گوساله برای مردان و ۵۶ گرم برای زنان یا خوردن روزانه ۲۸ گرم هات داگ، بیکن، سوسیس و گوشت سرد با پنیر یخ زده، در طی ۵ یا ۶ روز در هفته برای مردان و ۲ یا ۳ روز در هفته برای زنان مصرف بالایی است و باید میزان استفاده از آنها را در رژیم غذایی کاهش داد.

## مواد غذایی جایگزین
علاوه بر گوشت بدون چربی، منابع دیگر پروتئین که می‌توانند به عنوان جایگزین استفاده شوند به شرح زیر هستند:
- ماهی‌های پرچرب، از جمله سالمون، قزل آلا و شاه ماهی این ماهی‌ها سرشار از اسیدهای چرب اشباع نشده مانند امگا ۳ هستند و مصرف این ماهی‌ها احتمال مرگ ناشی از بیماری قلبی را کاهش می‌دهد.
- دانه‌ها و مغزها، مثل بذرک و گردو این مواد منابع خوبی به ویژه برای اسیدهای چرب ضروری هستند. دانه‌های دیگر از جمله تخم آفتاب گردان، فندق و بادام سرشار از ویتامین E هستند. با این وجود باید مصرف آنها را کنترل کرد زیرا کالری زیادی دارند.[۳]
- قارچ و لوبیا: به دلیل مزه آب دار و دارای خواص یکسان با گوشت قرمز میتواند جایگزین آن شود